# Detroit Metal City
Detroit Metal City (デトロイト・メタル・シティ Detoroito Metaru Shiti?) es un manga creado por Kiminori Wakasugi. Fue publicado por la revista Young Animal desde el año 2005 hasta el 2010. Una versión anime de 12 capítulos fue publicada por Studio 4 °C el 8 de agosto del 2008 y una versión cinematográfica con actores reales (en la cual aparece Gene Simmons) fue producida por Tōhō y dirigida por Toshio Lee, publicada en los cines japoneses el 23 de agosto del 2008. El nombre original del manga es una parodia de la canción Detroit Rock City de Kiss y ampliamente influenciada por el conjunto de heavy metal japonés Seikima-II.
Además, desde finales de 2008 la editorial española Planeta DeAgostini ha editado el manga con la traducción de Marc Bernabé. Hasta el momento se ha publicado 6 volúmenes.

## Sinopsis
Soichi Negishi es un joven tímido y amable que sueña con una carrera como cantante de música pop sueca. Los sueños no pagan las facturas, así que terminó como el cantante y guitarrista de una banda de Death metal llamada "Detroit Metal City." En el escenario adopta la personalidad de Johannes Krauser II, del cual se rumora que es un demonio del infierno y un afín al terrorismo, que ha matado y violado a sus padres, entre otras cosas. Las canciones de DMC incitan a su audiencia a participar en comportamientos inmorales e ilegales similares, o cuentan historias de las hazañas criminales de Krauser en una parodia del género.
Negishi desprecia todo lo que DMC y Krauser significan, pero no puede alejarse de su papel como el psicótico líder de la banda. La personalidad de Krauser lo ayuda cada vez que tiene problemas o se siente irritado, y también funciona como un escape para desahogar su frustración por su fallida carrera personal, que no ha avanzado más allá de tocar sus canciones pop originales en las calles y ganarse la dura desaprobación de los espectadores. 
A pesar de su apariencia escuálida e inofensiva Negishi es propenso a la rabia, pero también es un guitarrista muy virtuoso. Negishi siente envidia de la gran popularidad que han logrado DMC y su personaje Krauser en contraste con la música que realmente quiere tocar, la cual es ridiculizada; a medida que la serie avanza su personaje de Krauser comienza a surgir con más frecuencia, lo que hace que la popularidad de Krauser crezca. 
Como estrella de DMC Negishi trata de satisfacer ambos mundos, el de sus verdaderos gustos y pasiones en el que además trata de conquistar a la chica que le gusta, y el mundo del Death metal. La serie explora los inútiles intentos de Negishi de romper este círculo vicioso, escapar de su personaje Krauser y convertirse en un músico pop de éxito.

## Personajes
- Soichi Negishi (根岸 崇一 Negishi Sōichi?): El protagonista. Es un tranquilo músico de Inukai (Prefectura de Oita), fanático de grupos de música pop y shibuya-kei, a diferencia de su alter ego Johannes Krauser II (ヨハネ・クラウザーII世 Yohane Kurauzā Nisei?), vocalista líder de la banda de death metal Detroit Metal City (DMC). Avergonzado de ese trabajo, Negishi tiene que hacerle frente a la creciente popularidad del grupo mientras oculta el secreto a familiares y conocidos. Aun así, Negishi invoca frecuentemente a Krauser II en momentos de apremio, e incluso resulta ser un buen guitarrista capaz de tocar con los dientes. En el OVA, Daisuke Kishio es el seiyuu de Negishi, mientras Yuji Ueda es el de Krauser II. En la película, es interpretado por Kenichi Matsuyama.

- Yuri Aikawa (相川 由利 Aikawa Yuri?): La mejor amiga de Negishi desde la universidad, se desempeña como columnista de una revista local. Le encantan las canciones y la naturaleza tranquila de Negishi, además de compartir sus gustos musicales, sin saber que es el vocalista de DMC, banda que detesta. En el OVA, Masami Nagasawa es su seiyuu, mientras en la película es interpretada por Rosa Kato.

- Terumichi Nishida (西田 照道 Nishida Terumichi?): Pervertido, de pocas palabras y con sobrepeso, Nishida se desempeña como baterista de DMC bajo la identidad de Camus (カミュ Kamyu?). Es el más dedicado del grupo, ni siquiera el fuego o las serpientes lo detienen. En el OVA, su seiyuu es Makoto Yasumura. En la película, es interpretado por Ryuji Akiyama.

- Masayuki Wada (和田 真幸 Wada Masayuki?): es el bajista de la banda DMC con la identidad de Alexander Jagi (アレキサンダー・ジャギ Arekisandā Jagi?). Originario de Saitama, le gustaría renunciar a la banda para tocar en una banda visual-kei. Yuto Nakano es su seiyuu, Yoshihiko Hosoda lo interpreta en la película.

- La Presidenta (デスレコーズ社長 Desu Rekōzu Shachō?): mujer rubia, alocada y obsesionada por el sexo a cargo de la presidencia de la disquera Death Records y mánager de DMC, cuyas ideas para aumentar la popularidad del grupo exasperan a Negishi. Su seiyuu es Ai Kobayashi, y su papel en la película estuvo a cargo de Yasuko Matsuyuki.

- Keisuke Nashimoto (梨元 圭介 Nashimoto Keisuke?): hombre de mediana edad, masoquista, que es contratado para los performances en los conciertos de DMC bajo el papel de "Cerdo capitalista" (資本主義の豚 Shihonshugi no Buta?). Trabaja a tiempo parcial en una tienda de abarrotes. Su seiyuu es Takashi Matsuyama.

- Jack Ill Dark (ジャック・イル・ダーク Jakku iru Dāku?): Conocido como El Emperador del Metal, es un guitarrista norteamericano de black metal que eligió a DMC como banda para "aplastarla" durante su concierto de despedida en Japón. Sin saberlo, despierta la ira de Negishi y terminó siendo superado por Krauser II, con lo que en pago le dejó su legendaria guitarra y el título de emperador. En el OVA, sus seiyuus fueron Riki Takeuchi y Eugene Nomura. En la película, fue interpretado por Gene Simmons, integrante de la banda Kiss.

## Adaptación de imagen real
La adaptación de imagen real de Detroit Metal City fue lanzada al mercado el 23 de abril de 2008. Fue dirigida por Toshio Lee, con guion de Mika Omori. Cuenta con las actuaciones de Kenichi Matsuyama, Kato Rosa, Rumi Hiiragi, Matsuyuki Yasuko y un cameo de Gene Simmons, y ha sido visto por más de 1 millón de personas. Fue seleccionada para su exhibición en la edición 2008 del Festival de Cine de Toronto, en el 13° festival de cine de Japón, así como en eventos en Sídney, Australia, y Leeds, Inglaterra. Se ha informado que estudios de cine de Hong Kong y Estados Unidos estarían interesados en adquirir los derechos para realizar una nueva versión.

## Anime
La versión OVA fue publicada en una colección directa a DVD con un total de 12 episodios.

1-A - PV

1-B - ENFERMO ASESINO

2-A - LEYENDA REAL

2-B - SATANÁS

3-A - CERDO

3-B - DROGAS

4-A - FRUSTRACIÓN

4-B - BUENA CANCIÓN

5-A - MASOQUISTA

5-B - FAMILIA

6-A - PUNK.1

6-B - PUNK.2

7-A - TORRE

7-B - CONFESIÓN

8-A - PROMESA

8-B - ALTERNANCIA

9-A - CINEMA.1

9-B - CINEMA.2

10-A - IMPOSTOR

10-B - DETROIT-MOE-CITY

11-A - HIP-HOP.1

11-B - HIP-HOP.2

12-A - EMPEROR.1

12-B - EMPEROR.2